# 환상곡 (쇼팽)

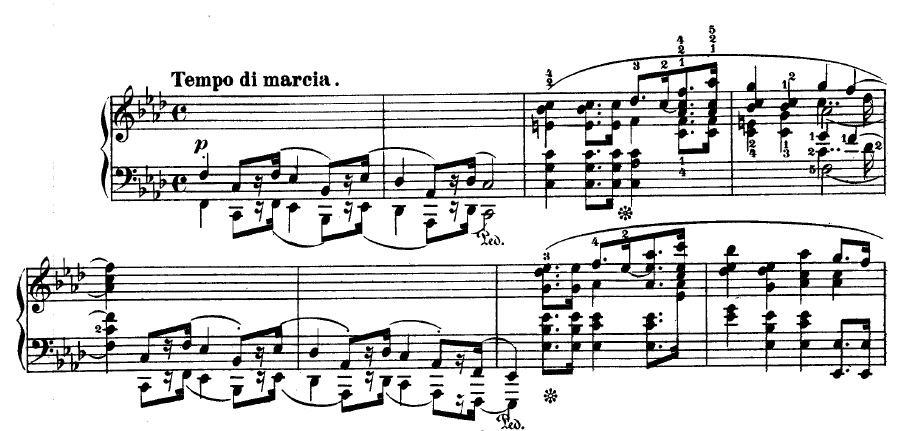

프레데리크 쇼팽의 《환상곡 바단조 작품번호 49》는 1841년 그가 31세였을 때 작곡한 하나의 악장으로 되어 있는 피아노 작품이다. 쇼팽의 편지에서 그는 규칙으로부터의 일종의 자유를 보여주고 낭만적인 표현을 주기 위해 "환상"이라는 이름을 사용했다고 알려져 있다. 환상곡은 쇼팽의 가장 긴 작품 중 하나이며 그의 위대한 작품 중 하나로 간주된다.
이 작품은 형식과 영감이 자유로운 구성인 환상곡 형식에 속한다.  결국은 열정적이고 기교 섹션으로 가게 되는 엄숙한 행진곡으로 시작한다. 이 작품의 중간쯤에 B장조의 느리고 침울한 코랄과 유사한 부분이 발생하고 이전 부분이 다시 나온다. 짧고 조용하고 감미로운 문장에 이어 마지막 번창이 이어진 후, 작품은 A 플랫 장조의 장조로 끝난다. 이 작품의 길이는 11-14분이다.